# Америчка Самоа на Летњим олимпијским играма 2024.
Америчка Самоа је учествовала на Летњим олимпијским играма 2024. у Паризу, од 24. јула до 11. августа 2024. године. Ово ће бити десето појављивање територије под сопственом заставом, која се такмичила на свим Летњим олимпијским играма од 1988. године, након што је прошле године призната од стране Међународног олимпијског комитета. 

## Учесници по спортовима
| Спорт    | Мушкарци | Жене | Укупно |
| -------- | -------- | ---- | ------ |
| Атлетика | 0        | 1    | 1      |
| Пливање  | 1        | 0    | 1      |
| 2 спорта | 1        | 1    | 2      |

## Атлетика
| Атлетичарка            | Дисциплина | Квалификације | Квалификације | Финале   | Финале  |
| Атлетичарка            | Дисциплина | Резултат      | Пласман       | Резултат | Пласман |
| ---------------------- | ---------- | ------------- | ------------- | -------- | ------- |
| Филоменалеониса Иакопо | 100 м      |               |               |          |         |

## Пливање
| Пливач      | Дисциплина            | Група   | Група   | Полуфинале       | Полуфинале       | Финале           | Финале           |
| Пливач      | Дисциплина            | Време   | Пласман | Време            | Пласман          | Време            | Пласман          |
| ----------- | --------------------- | ------- | ------- | ---------------- | ---------------- | ---------------- | ---------------- |
| Мицах Масеи | Мушкарци, 100 м прсно | 1:05:95 | 34      | Није се пласирао | Није се пласирао | Није се пласирао | Није се пласирао |